# Autoroute A844 (France)
L'autoroute française A844 est une autoroute qui prend la suite de l'autoroute A11 à la hauteur de Nantes (Porte des Gesvres), et rejoint l'autoroute A82 (RN 165) à Orvault (Porte d'Orvault). 
Elle mesure 5 kilomètres et constitue le tronçon nord du boulevard périphérique de Nantes. Elle traverse les communes d'Orvault, de Nantes.
Elle possède un échangeur routier avec la Route nationale 137 (Porte de Rennes), qui permet de poursuivre vers Rennes (future A84) ou le centre-ville de Nantes via la route de Rennes.

## Caractéristiques
- Elle est non payante.

## Radar fixe
- À Orvault en direction de la RN165 à 90 km/h.